# 로날트 마울
로날트 마울 (Ronald Maul, 1973년 2월 13일, 튀링겐주 예나 ~) 은 은퇴한 독일의 축구 선수이다.

## 경력
20년의 현역 생활 후, 마울은 2010년 2월에 은퇴하였다.

## 국가대표팀 경력
마울은 독일 축구 국가대표팀에 차출되어 1999년 FIFA 컨페더레이션스컵에 두 경기 출전하였다.

## 수상
- 2. 푸스발-분데스리가
  - 우승: 1998-99
  - 준우승: 1995-96
- 북부 레기오날리가: 2007-08